# Fauerbach vor der Höhe
Fauerbach vor der Höhe (amtlich: Fauerbach v. d. Höhe) ist ein Stadtteil von Butzbach im  hessischen Wetteraukreis. Es liegt im Westen der Wetterau an der Grenze zum waldreichen Hintertaunus rund sieben Kilometer südwestlich der Kernstadt Butzbach. In dem Dorf leben etwa 740 Einwohner.

## Geschichte

### Ortsgeschichte
Das Bestehen des Ortes lässt sich unter der Bezeichnung villa Felbach oder villa Falbach bis in das Jahr 790 urkundlich zurückverfolgen.
Im Zuge der Gebietsreform in Hessen genehmigte die Landesregierung mit Wirkung vom 31. Dezember 1970 den freiwilligen  Zusammenschluss der Gemeinden Fauerbach v. d. Höhe und Münster im Landkreis Friedberg zu einer Gemeinde mit dem Namen Philippseck, die nur 13 Monate bestehen sollte. Nach der Eingliederung der Gemeinde Philippseck in die Stadt Butzbach am 1. Februar 1972 wurde für Fauerbach wie für jeden Stadtteil ein Ortsbezirk mit Ortsbeirat und Ortsvorsteher eingerichtet. Der Ortsbezirk umfasst das Gebiet der Gemarkung Fauerbach v. d. H. ohne das Gebiet Wiesental.

### Verwaltungsgeschichte im Überblick
Die folgende Liste zeigt die Staaten und Verwaltungseinheiten, denen Fauerbach angehört(e):
- vor 1806: Heiliges Römisches Reich, Landgrafschaft Hessen-Darmstadt, Oberfürstentum Hessen, Amt Butzbach und Philippseck[8]
- ab 1806: Großherzogtum Hessen,[Anm. 2] Fürstentum Oberhessen, Amt Butzbach und Philippseck
- ab 1815: Großherzogtum Hessen, Provinz Oberhessen, Amt Butzbach und Philippseck[9]
- ab 1821: Großherzogtum Hessen, Provinz Oberhessen, Landratsbezirk Butzbach[Anm. 3]
- ab 1829: Großherzogtum Hessen, Provinz Oberhessen, Verlegung und Umbenennung in Landratsbezirk Friedberg
- ab 1832: Großherzogtum Hessen, Provinz Oberhessen, Kreis Friedberg
- ab 1848: Großherzogtum Hessen, Regierungsbezirk Friedberg
- ab 1852: Großherzogtum Hessen, Provinz Oberhessen, Kreis Friedberg
- ab 1867: Norddeutscher Bund, Großherzogtum Hessen, Provinz Oberhessen, Kreis Friedberg
- ab 1871: Deutsches Reich, Großherzogtum Hessen, Provinz Oberhessen, Kreis Friedberg
- ab 1918: Deutsches Reich, Volksstaat Hessen, Provinz Oberhessen, Kreis Friedberg
- ab 1938: Deutsches Reich, Volksstaat Hessen, Landkreis Friedberg[10][Anm. 4]
- ab 1945: Deutsches Reich, Amerikanische Besatzungszone,[Anm. 5] Groß-Hessen, Regierungsbezirk Darmstadt, Landkreis Friedberg
- ab 1946: Deutsches Reich, Amerikanische Besatzungszone, Hessen, Regierungsbezirk Darmstadt, Landkreis Friedberg
- ab 1949: Bundesrepublik Deutschland, Hessen, Regierungsbezirk Darmstadt, Landkreis Friedberg
- ab 1971: Bundesrepublik Deutschland, Land Hessen, Regierungsbezirk Darmstadt, Landkreis Gießen, Gemeinde Philippseck
- ab 1972: Bundesrepublik Deutschland, Land Hessen, Regierungsbezirk Darmstadt, Landkreis Friedberg, Stadt Butzbach
- ab 1972: Bundesrepublik Deutschland, Land Hessen, Regierungsbezirk Darmstadt, Wetteraukreis, Stadt Butzbach

### Einwohnerentwicklung
| Fauerbach vor der Höhe: Einwohnerzahlen von 1834 bis 2022 | Fauerbach vor der Höhe: Einwohnerzahlen von 1834 bis 2022 | Fauerbach vor der Höhe: Einwohnerzahlen von 1834 bis 2022 | Fauerbach vor der Höhe: Einwohnerzahlen von 1834 bis 2022 | Fauerbach vor der Höhe: Einwohnerzahlen von 1834 bis 2022 |
| --- | --------------------------------------------------------- | --------------------------------------------------------- | --------------------------------------------------------- | --------------------------------------------------------- |
| Jahr |                                                           |                                                           |                                                           | Einwohner                                                 |
| 1834 | 1834                                                      |                                                           | 651                                                       | 651                                                       |
| 1840 | 1840                                                      |                                                           | 635                                                       | 635                                                       |
| 1846 | 1846                                                      |                                                           | 629                                                       | 629                                                       |
| 1852 | 1852                                                      |                                                           | 713                                                       | 713                                                       |
| 1858 | 1858                                                      |                                                           | 646                                                       | 646                                                       |
| 1864 | 1864                                                      |                                                           | 596                                                       | 596                                                       |
| 1871 | 1871                                                      |                                                           | 601                                                       | 601                                                       |
| 1875 | 1875                                                      |                                                           | 566                                                       | 566                                                       |
| 1885 | 1885                                                      |                                                           | 504                                                       | 504                                                       |
| 1895 | 1895                                                      |                                                           | 518                                                       | 518                                                       |
| 1905 | 1905                                                      |                                                           | 563                                                       | 563                                                       |
| 1910 | 1910                                                      |                                                           | 530                                                       | 530                                                       |
| 1925 | 1925                                                      |                                                           | 571                                                       | 571                                                       |
| 1939 | 1939                                                      |                                                           | 605                                                       | 605                                                       |
| 1946 | 1946                                                      |                                                           | 856                                                       | 856                                                       |
| 1950 | 1950                                                      |                                                           | 903                                                       | 903                                                       |
| 1956 | 1956                                                      |                                                           | 819                                                       | 819                                                       |
| 1961 | 1961                                                      |                                                           | 822                                                       | 822                                                       |
| 1967 | 1967                                                      |                                                           | 788                                                       | 788                                                       |
| 1980 | 1980                                                      |                                                           | ?                                                         | ?                                                         |
| 1990 | 1990                                                      |                                                           | ?                                                         | ?                                                         |
| 2008 | 2008                                                      |                                                           | 746                                                       | 746                                                       |
| 2010 | 2010                                                      |                                                           | 743                                                       | 743                                                       |
| 2015 | 2015                                                      |                                                           | 717                                                       | 717                                                       |
| 2022 | 2022                                                      |                                                           | 716                                                       | 716                                                       |
| Datenquelle: Historisches Gemeindeverzeichnis für Hessen: Die Bevölkerung der Gemeinden 1834 bis 1967. Wiesbaden: Hessisches Statistisches Landesamt, 1968. Weitere Quellen: LAGIS; 2008–2015; 2022 |                                                           |                                                           |                                                           |                                                           |

## Kulturdenkmäler
Siehe: Liste der Kulturdenkmäler in Fauerbach vor der Höhe

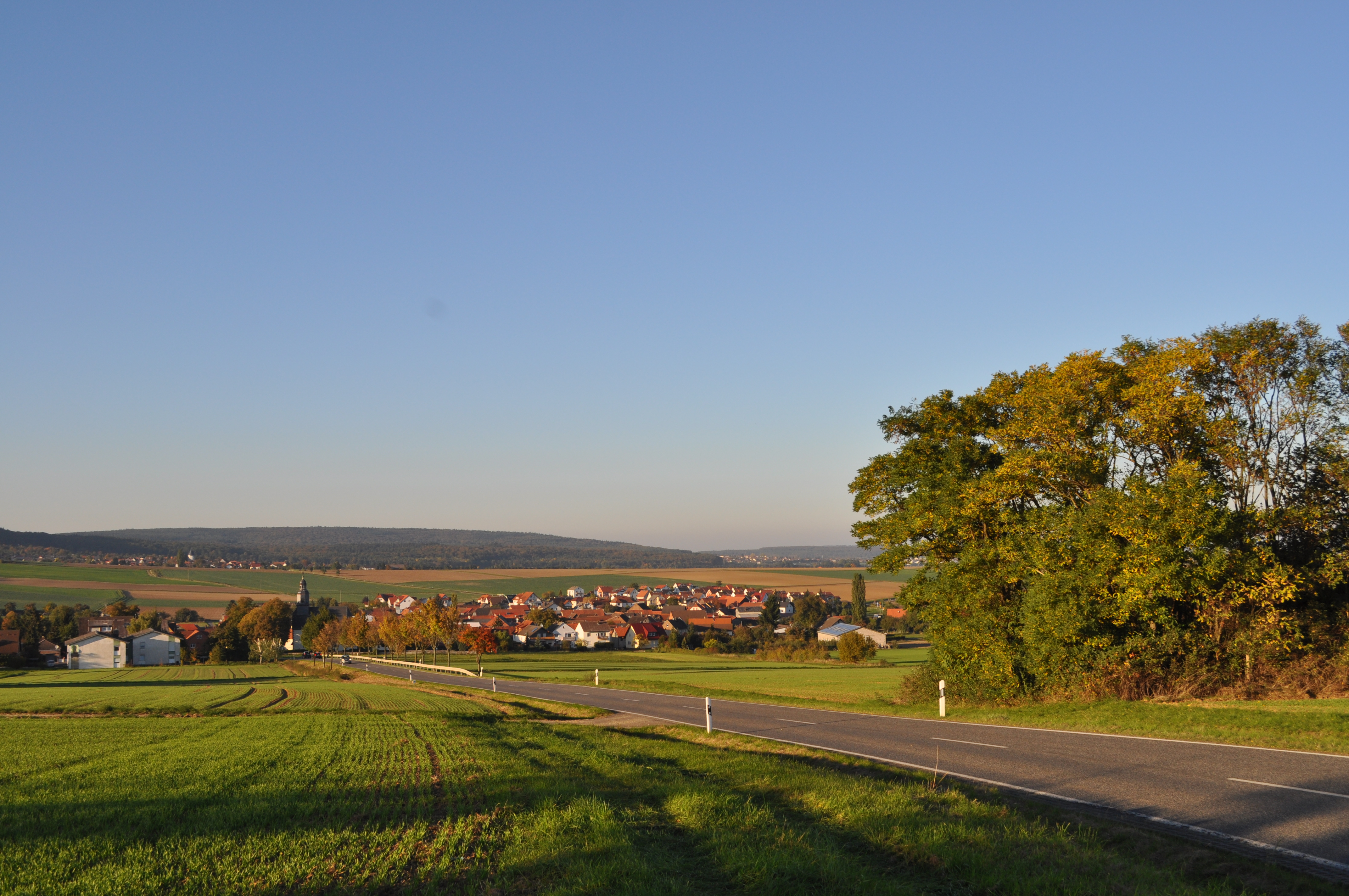
Ansicht von Fauerbach vor der Höhe
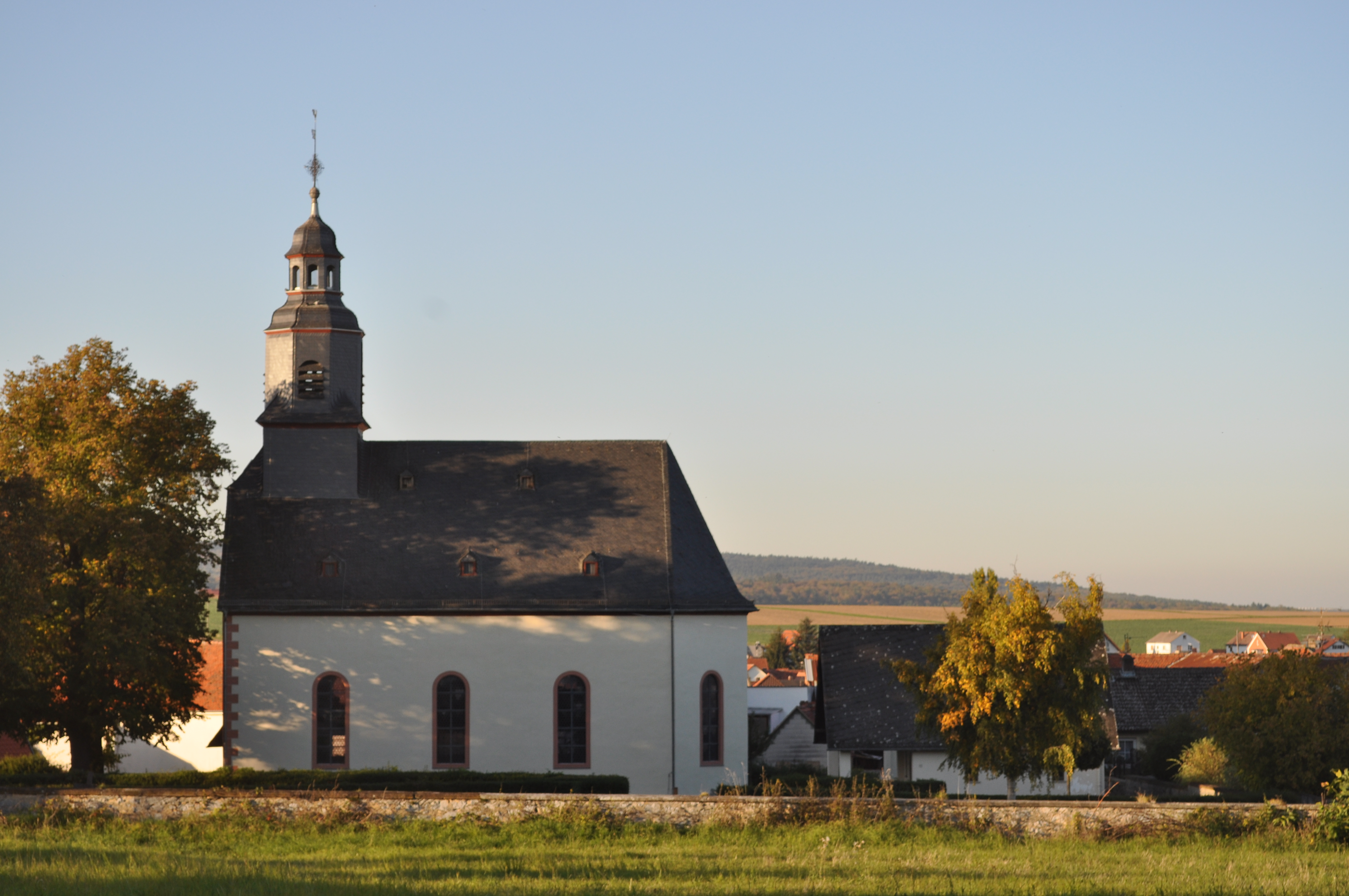
Kirche von Fauerbach vor der Höhe
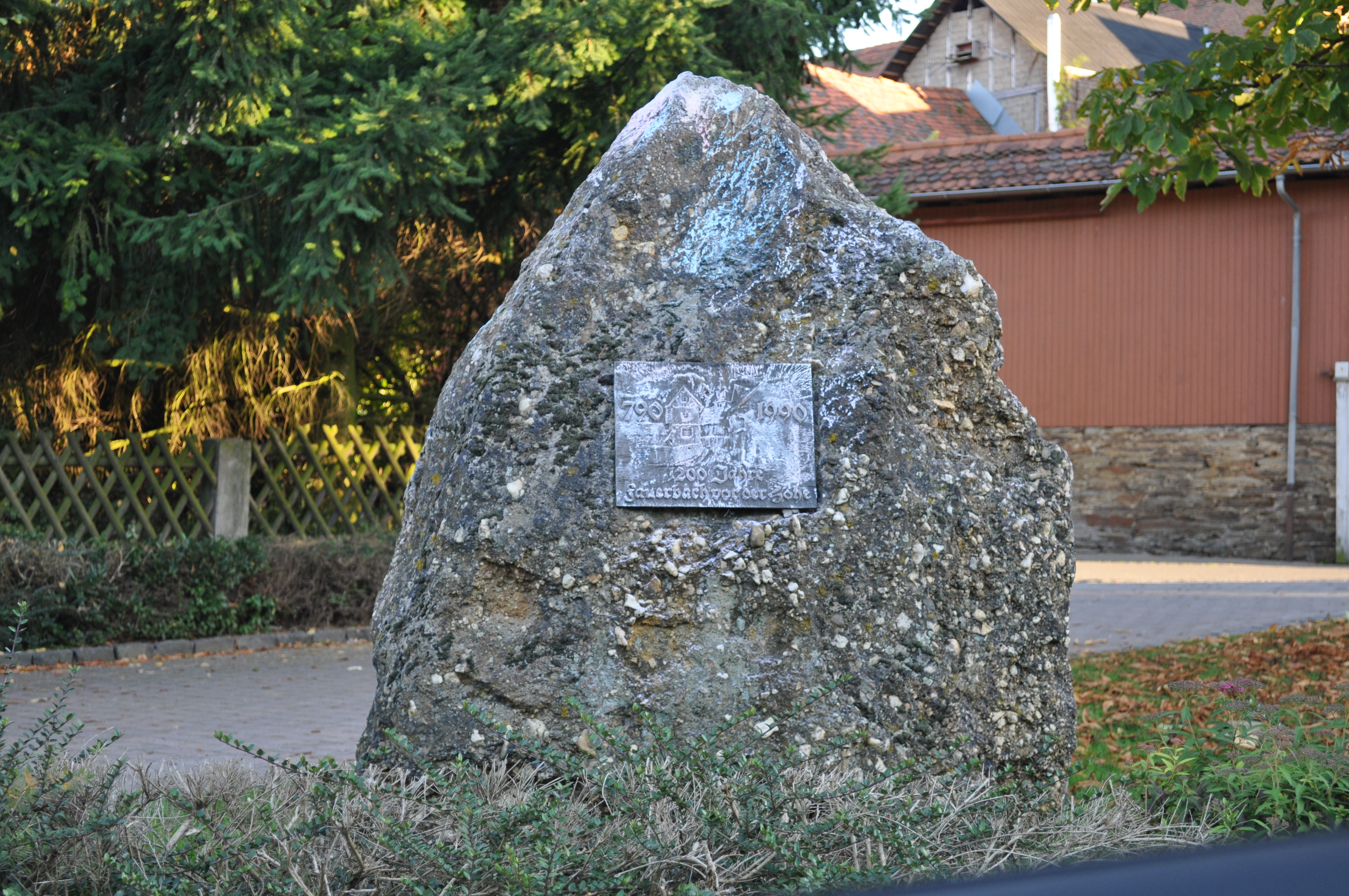
Gedenkstein 1200 Jahre Fauerbach vor der Höhe